# Mistrovství Evropy v zápasu ve volném stylu 1991
Mistrovství Evropy v zápasu ve volném stylu mužů proběhl v Stuttgartu (Německo).

## Muži
| Kategorie | Zlato               | Stříbro             | Bronz              |
| --------- | ------------------- | ------------------- | ------------------ |
| 48 kg     | Reiner Heugabel     | Stanisław Szostecki | Vugar Orudžov      |
| 52 kg     | Volodimir Toguzov   | Stanislaw Kaczmarek | Thierry Bourdin    |
| 57 kg     | Bagautdin Umajanov  | Remzi Musaoğlu      | Zoran Šorov        |
| 62 kg     | Metin Kaplan        | Gadži Rašidov       | Ralf Lyding        |
| 68 kg     | Georg Schwabenland  | Maxim Geller        | Gérard Santoro     |
| 74 kg     | Alexander Leipold   | Nazyr Gadžichanov   | Selahattin Yiğit   |
| 82 kg     | Elmad Džabrajilov   | Hans Gstöttner      | Sebahattin Öztürk  |
| 90 kg     | Macharbek Chadarcev | Gábor Tóth          | Efrahim Kamberoğlu |
| 100 kg    | Ali Kayalı          | Andrej Golovko      | Heiko Balz         |
| 130 kg    | Andreas Schröder    | Oleg Nanijev        | Mahmut Demir       |